# فرودگاه افوگی
فرودگاه افوگی (به انگلیسی: Efogi Airport) یک فرودگاه با کد یاتا EFG است . این فرودگاه در کشور پاپوآ گینه نو قرار دارد و در ارتفاع ۱۱۵۸ متری از سطح دریا واقع شده است.